# Prohibición imperial
La prohibición imperial (en alemán: Reichsacht) era una forma de proscripción en el Sacro Imperio Romano Germánico. En diferentes momentos, podía ser declarado por el Emperador del Sacro Imperio Romano Germánico, por la Dieta Imperial o por tribunales como la Liga de la Santa Corte (Vehmgericht) o el Reichskammergericht.
Las personas sometidas a la prohibición imperial, conocidas como Geächtete (hacia el siglo XVII, coloquialmente también como Vogelfreie, literalmente "libre como un pájaro"), perdían todos sus derechos y posesiones. Se los consideraba legalmente muertos y se permitía a cualquiera robarlos, herirlos o matarlos sin consecuencias legales. La prohibición imperial siguió automáticamente a la excomunión de una persona, además de extenderse a cualquiera que ofreciera ayuda a una persona bajo la prohibición imperial.
Los prohibidos podrían revertir la prohibición sometiéndose a la autoridad legal. El Aberacht, una versión más fuerte de la prohibición imperial, no podía revertirse.
La prohibición imperial se impuso a veces en todo el estado imperial. En ese caso, otras propiedades podrían atacar y buscar conquistarlas. El efecto de la prohibición en una ciudad u otro Estado fue que perdió su inmediatez imperial y en el futuro tendría un segundo señor además del emperador.
Las personas famosas colocadas bajo la prohibición imperial incluyeron:
- 1180 Enrique el León, por negar el apoyo militar a Federico I Barbarroja, emperador del Sacro Imperio Romano Germánico contra las ciudades de la Liga Lombard.
- 1225 Conde Federico de Isenberg, por matar a su tío Engelberto II de Berg, arzobispo de Colonia.
- 1235 El rey Enrique (VII) de Alemania, por su rebelión contra su padre, el emperador Federico II.
- 1276 El rey Ottokar II de Bohemia, por su captura de tierras imperiales de manos de Rodolfo I.
- 1309 Juan de Suabia, por el asesinato de su tío el rey Alberto I de Alemania.
- 1415 Federico IV, duque de Austria, por ayudar en la huida del antipapa Juan XXIII del Concilio de Constanza.
- 1512 y 1518 Götz von Berlichingen, la primera vez por robo, la segunda por secuestro.
- 1521 Martín Lutero y sus seguidores, por afirmar que algunas doctrinas practicadas por la Iglesia católica eran contrarias a la Biblia o no tenían base bíblica.
- 1546 Juan Federico I, elector de Sajonia y Felipe I de Hesse, por liderar la Liga de Esmalcalda.
- 1566 Guillermo de Grumbach, por insurgencia.
- 1621 Federico V del Palatinado, elector palatino, y sus partidarios, el príncipe Cristián I de Anhalt-Bernburg y Jorge Federico de Hohenlohe-Neuenstein-Weikersheim, por tomar el poder en Bohemia.
- 1706 Maximiliano II Emanuel, elector de Baviera, y Joseph Clemens, elector de Colonia, por apoyar a Francia en la guerra de sucesión española (prohibición revocada en 1714)
- 1793 Georg Forster, por colaborar con la República Francesa.

La prohibición imperial impuesta por el emperador Rodolfo II a la ciudad de Donauwörth tras un motín anticatólico fue uno de los incidentes que condujeron a la guerra de los Treinta Años.
El ataque sueco a Bremen en 1654 fue precedido por una prohibición imperial.